# Haus Dürffenthal
Haus Dürffenthal steht westlich von Ülpenich, einem Stadtteil von Zülpich im Kreis Euskirchen in Nordrhein-Westfalen, nördlich der heutigen Bundesstraße 56 am Rotbach in der ehemals sumpfigen Aue.

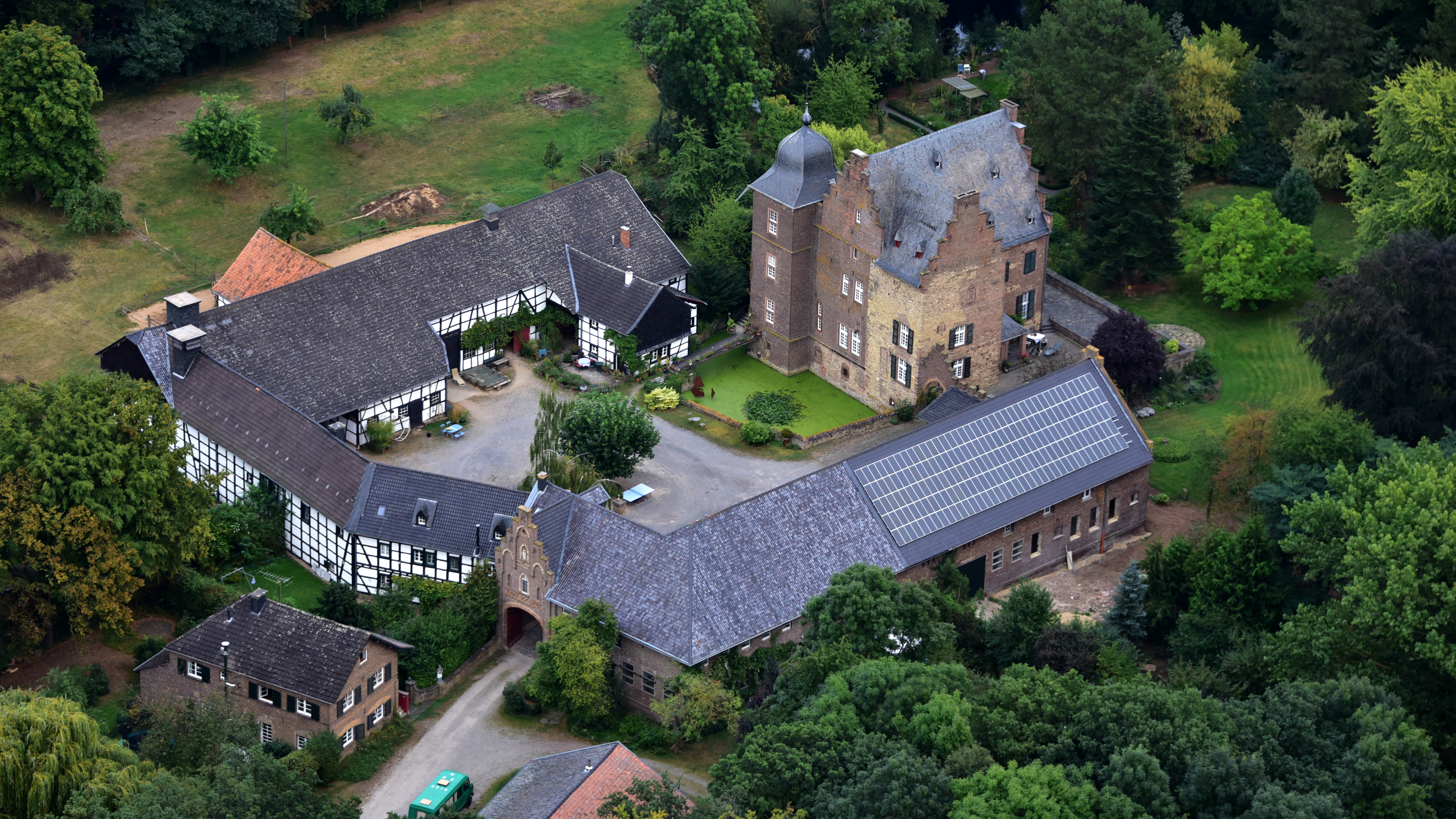
Haus Dürffenthal, Luftaufnahme (2016)

Haus Dürffenthal ist ein denkmalgeschützter spätmittelalterlicher dreigeschossiger Bruchsteinbau mit einer Vorburg, einer Gartenanlage und einer Kapelle.
Im Jahre 1307 wird die ritterliche Adelsfamilie von Dürffenthal erstmals genannt. Deren Vorfahren hatten aber bereits der Abtei St. Martin in Köln ein Zehntrecht gestiftet. Im 14. Jahrhundert standen die von Dürffenthals im Lehensverhältnis zu den Grafen von Jülich. In diesem Jahrhundert wird erstmals eine Kapelle erwähnt und die Adelsfamilie starb aus. Anfang des 15. Jahrhunderts ist Daniel von und zu Berg Herr zu Dürffenthal, außerdem gehörten der Familie noch die Ánwesen Burg Blens, Burg Hausen und Burg Irnich. In der Mitte des 16. Jahrhunderts starb die Linie Berg zu Blens aus, so dass Dürffenthal Lebensmittelpunkt der Adelsfamilie Berg wurde. 1809 wurde Haus Dürffenthal an Aegidius Thoelen verkauft, der es wiederum 1818 für 16.000 Reichstaler an Andreas Heuser, der zuvor auf Burg Zievel wohnte, übertrug. 1834 wurde die Burg in die Matrikel der landtagsfähigen jülischchen Rittersitze aufgenommen. Die Burg befindet sich auch im Jahr 2012 noch in Privatbesitz und wird unter anderem zu Wohnzwecken mit angeschlossener Pferdepension genutzt.
Die zweiteilige Wasserburg hat eine umfangreiche Grabenanlage, die vom Rotbach gespeist wird. Die Gräben müssen gefüllt bleiben, weil sonst die Pfahlroste unter den Fundamenten des Herrenhauses gefährdet würden. Die Vorburg besteht überwiegend aus Fachwerkbauten des 18. und 19. Jahrhunderts sowie einem riesigen massivem Kuhstall. Der neugotische Torbau datiert von 1879. Im Codex Welser sind die Vorgängerbauten auf einer Zeichnung von 1723 zu sehen.
Das Herrenhaus, auf einer eigenen Insel, besteht aus einem Winkelbau mit zweigeschossigem Ostflügel mit Eckturm und einem kurzen dreigeschossigen Westflügel. Der Westflügel stammt zum größten Teil noch aus dem 13. Jahrhundert. Im 15. Jahrhundert erfolgte der Ausbau des Herrenhauses, wie es heute noch besteht. An der Südseite des Grabengevierts steht die 1905 erbaute neugotische Kapelle.

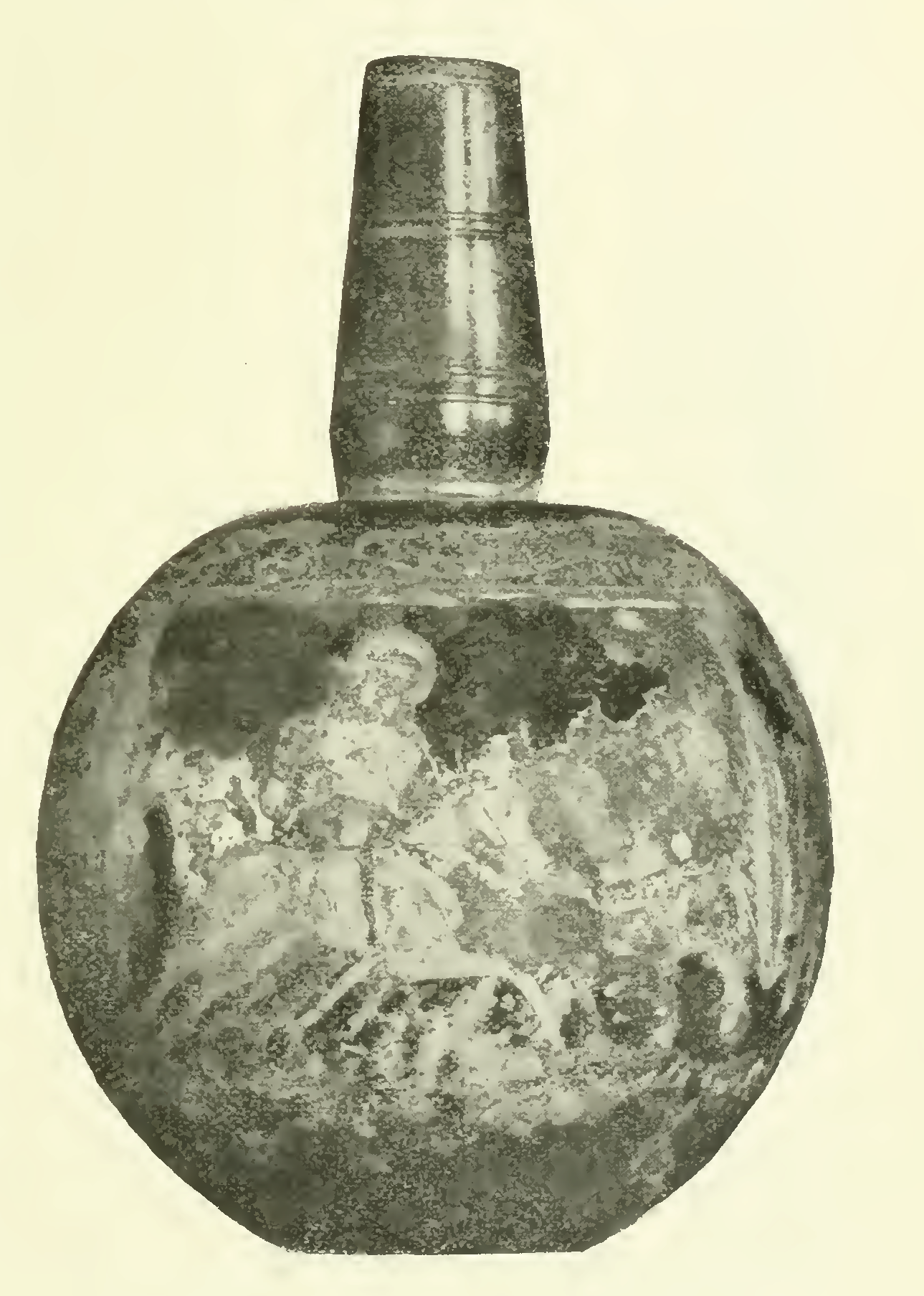
Römische Glasflasche, gefunden 1904

Im Jahre 1904 wurde an Haus Dürffenthal ein römisches Grab mit einer emailbemalten Glasflasche aus der zweiten Hälfte des 3. Jahrhunderts n. Chr. gefunden. Die Darstellung zeigt ein Wagenrennen und trägt die Aufschrift PROVINCIA BELGIC(A).
Haus Dürffenthal wurde am 24. September 1981 unter Nummer 15 in die Denkmalliste der Stadt Zülpich eingetragen.